# Randal Willars
Randal Willars Valdez (Tijuana, Baja California ,30 de abril de 2002) es un clavadista mexicano. Integra la delegación mexicana en los Juegos Olímpicos de París 2024.Logró la medalla de oro en los Juegos Olímpicos de la Juventud de 2018 en Buenos Aires, Argentina.

## Logros deportivos

#### Mundial Juvenil de clavados Kasan, Rusia 2016Archivadoel 11 de julio de 2019 enWayback Machine.
- , Medalla de plata: Plataforma
- , Medalla de plata: Equipo Mixto
- 5.º lugar en trampolín 3 m

#### Grand Prix  Madrid, España 2017
- , Medalla de oro: Plataforma 10 m

#### Serie Mundial Guangzhou China 2017Archivadoel 11 de julio de 2019 enWayback Machine.
- , Medalla de plata: Plataforma 10 m mixto

#### Campeonato FINA Budapest 2017
- 9.º lugar en plataforma 10 m

#### Juegos Olímpicos de la juventud Buenos Aires, Argentina 2018
- , Medalla de oro:Plataforma 10 m
- 5.º lugar trampolín 3 m

#### Olimpiada Nacional

##### 6 Olimpiadas Nacionales 2011-2017
- , Medalla de oro: 26
- , Medalla de plata:6

Pruebas: 1 m, 3 m y Plataforma

#### Campeonatos

##### 7 campeonatos nacionales 2011-2017
- , Medalla de oro: 17
- , Medalla de plata:3

Pruebas: 1 m, 3 m y Plataforma

#### Panámericanos Jr.

##### 4 panámericanos 2011, 2013, 2015, 2017
(Colombia, Estados Unidos, Cuba y Canadá) 
- , Medalla de oro: 11

- , Medalla de bronce:1

Pruebas: 1 m, 3 m y Plataforma

#### Juegos Olímpicos de París 2024[3]
- 4.° lugar plataforma 10 m. sincronizados (evento masculino)[4]
- 5.° lugar plataforma 10 m. (evento masculino)[5]